# Aerolíneas de Baleares
Aerolíneas de Baleares, övrigt känt som Spanair Link eller AeBal var ett spanskt flygbolag som ägdes av SAS Group till 51 % och Spanair till 49 %. 
Bolagets huvudkontor ligger i Palma.

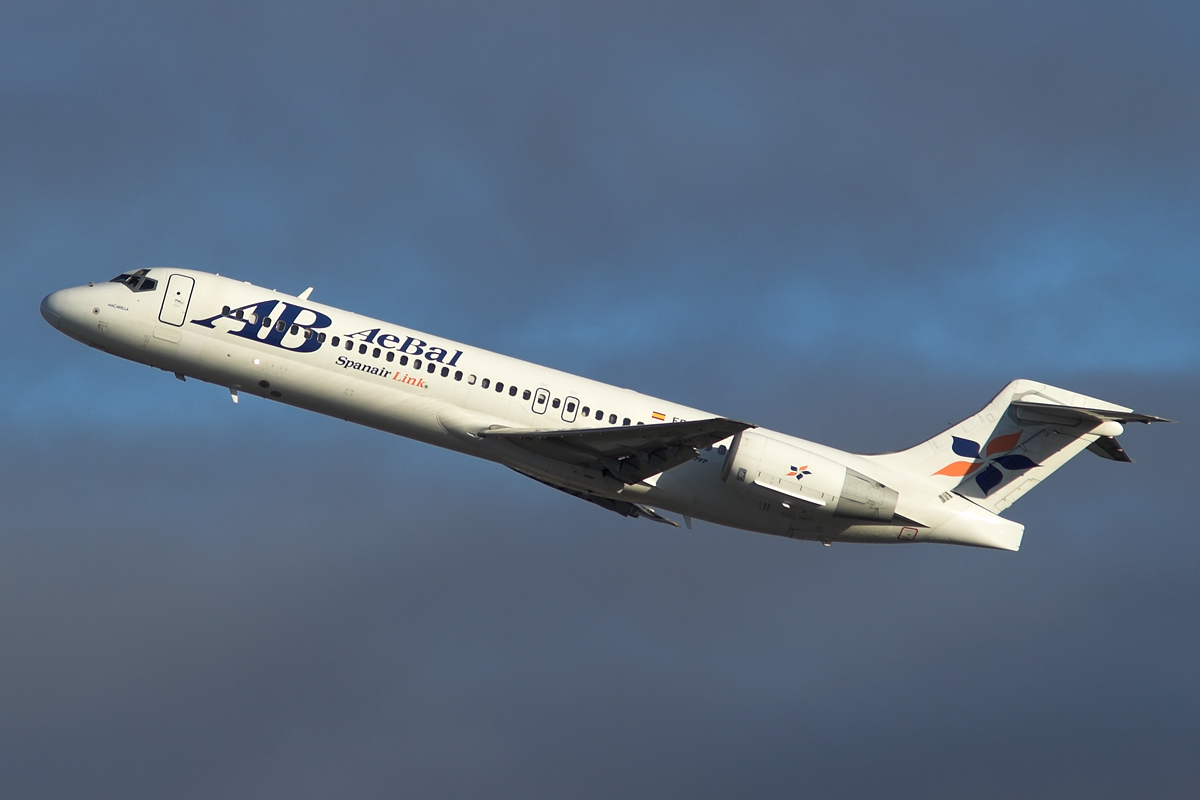
En Spanair Link Boeing 717

## Flotta
- 8 Boeing 717
  - 3 av planen leasas av Spanair
  - 5 av planen flyg som Spanair Link